# Cristoforo Sorte
Cristoforo Sorte, ou Christoforo Sorte, (Vérone, 1510 – 1595) est un cartographe italien.

## Biographie

### Formation
Cristoforo Sorte naît en 1510 à Vérone, fils de l'ingénieur Giovanni Antonio. Selon Trattato dell’origine dei fiumi, il passe une grande partie de sa vie à Trente avec son père qui travaillait pour Monseigneur Bernardo Cles. Il y aurait reçu les premiers rudiments de la peinture, jusqu'en 1539 l'année de la mort de Cles.
Sur les recommandations de Cristoforo Madruzzo, il s'installe à Mantoue pour continuer sa carrière de peintre. Federico Gonzaga lui demande de peindre une pièce du palais du Te, identifiée par l'historien de l'architecture Amedeo Belluzzi en 1989. C'est durant cette période que Sorte rencontre Jules Romain. Il retourne à Vérone en 1541.

### Cartographie
Selon Alessandra Zamperini, Cristoforo Sorte rejoint l'atelier de Francesco Badile où il se spécialise dans la cartographie. Il devient également ami avec Giulio Campi. À partir de 1554, ses travaux se popularisent et Sorte est impliqué dans de nombreux projets de cartographie et d'ingénierie. Les archives de Venise et de Vérone lui attribuent des dizaines de cartes.
Il travaille en tant que topographe pour la république de Venise en s'occupant d'apaiser les contrastes causés par les controverses liées aux limites territoriales, de régler l'utilisation des eaux et de planifier les bonifications. Son activité est témoignée par plusieurs écrits, parmi lesquels on retrouve la brochure Modo di irrigare la Campagna di Verona, daté de 1593,.
En 1578, il reçoit la charge de réaliser et peindre la carte officielle des territoires soumis à la république de Venise, destinée à être exposée au palais ducal de Venise. Certaines de ses œuvres sont considérées des chefs-d'œuvre de la cartographie du XVIe siècle,,.
En 1580, il écrit Osservationi nella pittura. Vers 1588, Cristoforo Sorte arrête la cartographie et publie de nombreux ouvrages pour théoriser ses créations.

## Œuvres
- Incendio di Palazzo della Ragione a Verona (1541)
- Trattato dell’origine dei fiumi (1560)
- Osservazioni nella pittura (1580)
- Modo di irrigare la campagna di Verona e d’introdur più navigationi per lo corpo del felicissimo Stato di Venetia (1593)
- Per la magnifica città di Verona sopra il trattato ultimo del magnifico signor Theodoro da Monte (1594)